# Baker (Missouri)
Baker is een plaats (village) in de Amerikaanse staat Missouri, en valt bestuurlijk gezien onder Stoddard County.

## Demografie
Bij de volkstelling in 2000 werd het aantal inwoners vastgesteld op 5.

## Geografie
Volgens het United States Census Bureau beslaat de plaats een oppervlakte van
0,5 km², geheel bestaande uit land.

## Plaatsen in de nabije omgeving
De onderstaande figuur toont nabijgelegen plaatsen in een straal van 16 km rond Baker.